# Вулиця Кривчицька дорога
Вулиця Кривчицька дорога — головна вулиця у місцевості Великі Кривчиці Личаківського району міста Львова, сполучає вулиці Ніщинського та Богданівську між собою.
Прилучаються вулиці Грушева, Низова, На Сторожі, Березова, Втіха, Духновича, а з вулицею Прогулковою утворює перехрестя.
Кривчицька дорога — центральна асфальтована дорога у цій місцевості та по всій протяжності має значний перепад висот — близько сотні метрів.

## Історія
У 1931 році південно-західну частину громади Кривчиці включили до меж міста, тут почала будуватися, за аналогією з Професорською колонією, робітнича Кривчицька колонія. Головна вулиця новоутвореного житлового району у 1933 році отримала офіційну назву Кривчицька дорога, а під час німецької окупації — Кшивтшицер Гауптштрассе.

## Забудова
Вулиця забудована переважно одно- та двоповерховими садибами 1930-х років, у стилі конструктивізм, зберігся один дерев'яний будинок — № 44. Є декілька конструктивістських будівель 1960-х років, поверховістю від одного до трьох поверхів. На початку вулиці височіють декілька багатоповерхівок 1970-х—2000-х років, зокрема, дев'ятиповерхові житлові будинки: № 1, зведений наприкінці 1970-х років та № 2а, зведений у 2007 році.
Основними спорудами в межах вулиці є:
- № 1 — львівська середня загальноосвітня школа I—III ступенів № 70 (нині — ліцей № 70 Львівської міської ради)[5], триповерхова будівля якої зведена у 1960-х роках[6] за проєктом архітектора Ярослава Назаркевича. 2019 року збудований новий корпус ліцею, відкрився дитячий садочок. Також облаштовано ігровий майданчик, здійснено замощення плиткою доріжок, закуплене та встановлення обладнання для харчоблоку, обладнаний медпункт[12].
- № 8а — сучасний житловий комплекс «Kaiser», зведений у 2016 році[13].
- № 19 — Молодіжний навчальний центр імені святого Івана Боско, розпочав свою діяльність 15 травня 2003 року[14].
- № 19д — сучасний спортивний зал «Боско-Арена», що входить у спортивний комплекс Салезіянського Згромадження святого Івана Боско. Урочисто відкритий 5 вересня 2021 року[15].
- № 91 — котеджне містечко «Ренесанс», що складається з восьми таунгаузів[16].
- № 92 — Львівська середня загальноосвітня школа I-III ступенів № 71 Львівської міської ради Львівської області[17]. 2019 року капітально відремонтовано шкільну спортивну залу.
- № 113 — Церква святого Іллі[6]. Перша історична згадка про церква святого Іллі сягає 1698 року. Завдяки археологічним розкопкам, проведених тут у 1992 році, стало відомо, що на місці сучасної церкви у XIII столітті стояла мурована вежа-фортеця у вигляді ротонди[6][18]. Церква діяла і в радянські часи, а нині належить УГКЦ. Церква внесена до реєстру пам'яток архітектури місцевого значення під охоронним № 2432-м[4].

Поблизу перетину вулиць Богданівської та Кривчицької дороги розташована церква Різдва Пресвятої Богородиці (колишній костел Воздвиження Святого Хреста), що належить до ПЦУ.

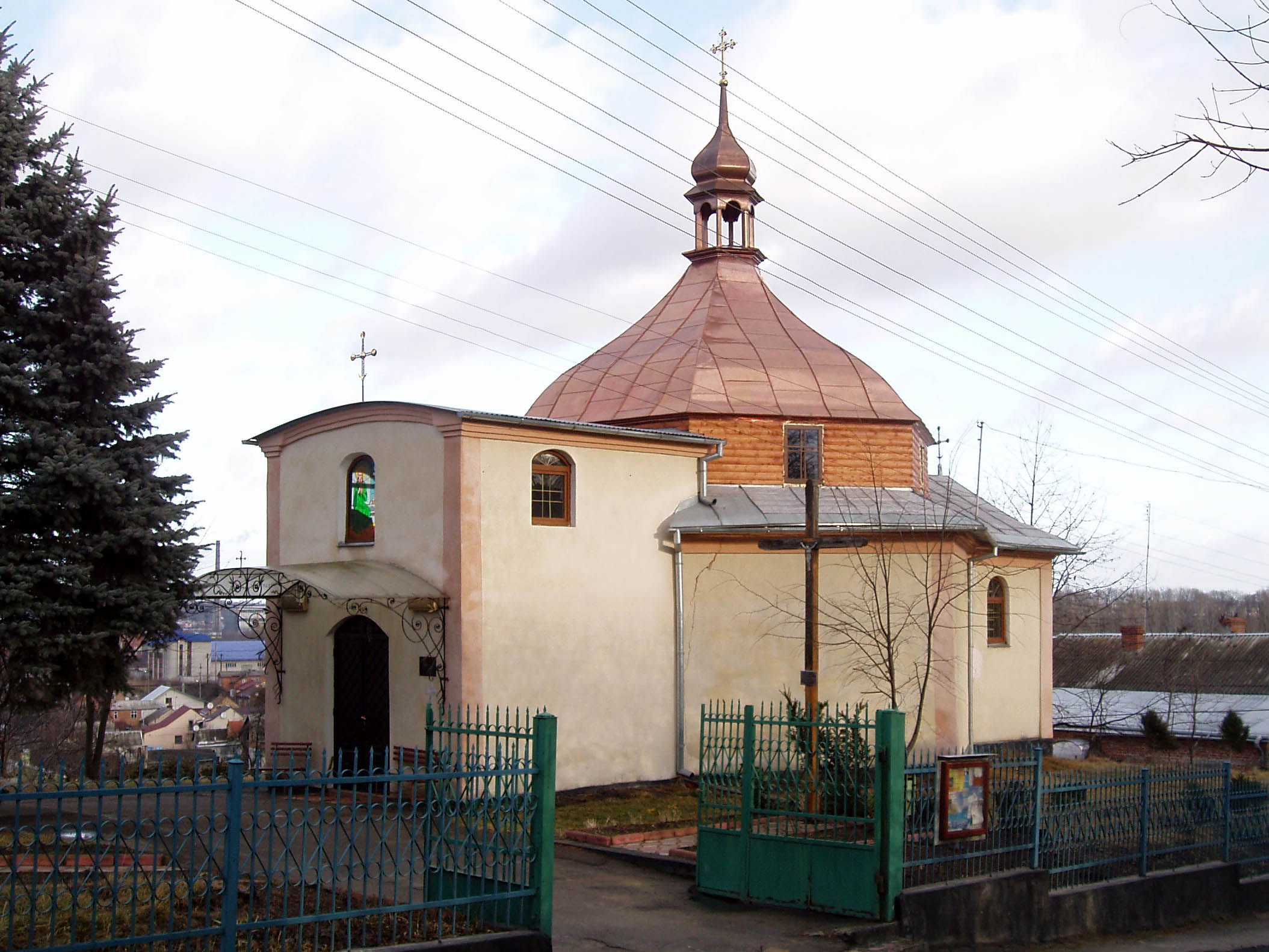
Церква святого Іллі
Церква Різдва Пресвятої Богородиці

## Залізниця
Вулицю двічі перетинає не діюча залізнична гілка «Станція Підзамче — станція Личаків». Колія має неофіційну назву «морського змія», оскільки біля Кривчицької дороги дві ділянки колії по прямій розділяє 200 метрів, натомість по шпалах — 2,5 кілометри. Також на вулиці Кривчицька дорога розташований залізничний міст.

## Відомі мешканці
- Мотика Ярослав Миколайович — український скульптор, лауреат Державної премії України імені Тараса Шевченка[20]. Переможець Міжнародного конкурсу «Відродження - 91», Львів (І премія). Автор багатьох монументів, пам'ятних знаків на Львівщині[21].